# Chapelle Notre-Dame-de-Romanin
La chapelle Notre-Dame-de-Romanin, à Saint-Rémy-de-Provence, est une chapelle de style roman du département des Bouches-du-Rhône.

## Situation et accès
La chapelle Notre-Dame-de-Romanin est située à Saint-Rémy-de-Provence, au sud-est de la ville, à proximité de l'aérodrome du Mazet de Romanin.

## Histoire
Proche du château de Romanin, une première chapelle fut construite au XIIe siècle, dont il ne reste, de nos jours, que la nef, revoûtée au XIVe siècle en style gothique. La destruction de l'abside, à une date inconnue, n'a pas été suivie d'une reconstruction.
La chapelle fait l'objet d'un classement au titre des monuments historiques depuis le 4 avril 1989.